# Logitech G5

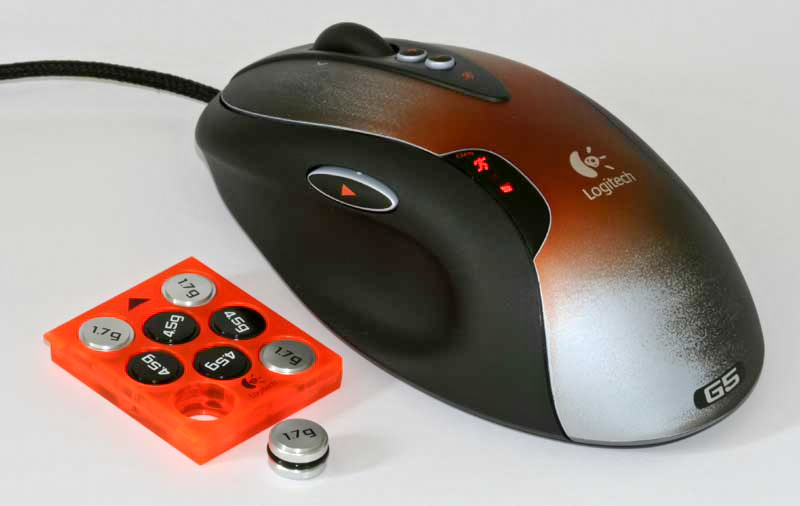
Logitech G5

De Logitech G5 Laser Mouse is een van de vele muizen die de Zwitserse hardwarefabrikant Logitech heeft geproduceerd. De muis beschikt over 7 programmeerbare knoppen. Het gewicht van de muis, onlosmakelijk verbonden met het gebruiksgemak, is aan te passen door bijgeleverde ballast in de vorm van schijfjes metaal in de muis te stoppen.